# Agenda digitale
L'agenda digitale è un documento programmatico con il quale un ente pubblico intende definire il proprio impegno strategico per la promozione dell'economia digitale nel proprio territorio. Viene solitamente definito un limite temporale di efficacia, spesso nell'arco di 2 o 3 anni.

## Obiettivi e contenuti dell'Agenda Digitale
Il concetto di agenda digitale è formulato all'interno della Strategia Europa 2020, il programma dell'Unione Europea che mira a incentivare la crescita economica e l'occupazione nel vecchio continente. L'agenda digitale rappresenta in questo contesto una delle iniziative faro. L'obiettivo è quello di sviluppare un mercato digitale unico e dinamico per l'Europa superando, dunque, i principali ostacoli alla digitalizzazione come la mancanza di interoperabilità, la mancanza di alfabetizzazione digitale e l'aumento della criminalità informatica. In sostanza, i principali obiettivi dell'Agenda Digitale Europa sono:
- aprire l’accesso ai contenuti online legali;
- agevolare le fatturazioni e i pagamenti elettronici (area di pagamento unica in euro SEPA);
- rivedere il quadro normativo in materia di protezione dei dati personali;
- unificare i servizi di telecomunicazione;
- aumentare l’interoperabilità tra dispositivi, banche dati, servizi e reti attraverso politiche di standardizzazione;
- contrastare il cyber crime e rafforzare la sicurezza informatica;
- promuovere un accesso ad internet superveloce per la popolazione europea attraverso il potenziamento della banda larga;
- incentivare ricerca e innovazione nelle aree connesse alle ICT;
- migliorare l'alfabetizzazione e le competenze digitali dei cittadini riducendo l'esclusione sociale.[2]

## Agenda Digitale Italiana e Locale
I temi e gli obiettivi dell'Agenda Digitale, sviluppati a livello europeo con l'Agenda Digitale Europea, si declinano a livello italiano con l'Agenda Digitale Italiana che fa a sua volta da guida alle Agende Digitali Locali costituite nei Comuni e Province d'Italia.
L'Agenda Digitale Italiana (o ADI) è quindi il documento strategico nazionale con cui l'Italia ha fissato le modalità e le priorità di intervento per la digitalizzazione del sistema Paese.
L'Agenda Digitale Locale è un documento riguardante la strategia con cui un ente locale, in sinergia con le amministrazioni nazionali, intende affrontare l'innovazione tecnologica delle proprie infrastrutture e dei propri servizi.
Alla base del piano strategico italiano ci sono la semplificazione dei servizi pubblici e il coordinamento delle diverse azioni a livello nazionale e locale. La Pubblica Amministrazione rappresenta infatti quella leva abilitante per veicolare la trasformazione digitale del Paese e deve dunque contribuire allo sviluppo delle competenze digitali tra i cittadini e all'interno delle imprese. In tale quadro, si inseriscono alcuni dei principali interventi governativi che hanno riguardato le strategie di digitalizzazione in Italia:
- istituzione dell'AgID (Agenzia per l'Italia Digitale) nel giugno 2012, organo preposto alla realizzazione degli obiettivi di agenda digitale in Italia;
- realizzazione della Strategia Italiana per la crescita digitale 2014-2020 nel marzo 2015, il documento che definisce le azioni, le piattaforme e i programmi da incentivare per il raggiungimento degli obiettivi di agenda digitale;[4]
- approvazione del Piano Banda Ultra-Larga (BUL) nel marzo 2015 che porterà entro il 2020 a una copertura ad almeno 100 Mbit/s per l'85% della popolazione italiana;[5]
- approvazione del Piano Triennale ICT per la PA nel maggio 2017, il documento che indirizza in modo chiaro e consapevole la trasformazione digitale della PA italiana, dettando dunque le regole e i principi operativi per una più ampia trasformazione digitale in Italia.

## Best practices italiane
- Agenda Digitale di Biella - Gli obiettivi sono: azzeramento del divario digitale infrastrutturale, miglioramento dei servizi (eGovernment / OpenData), inclusione digitale di massa (Cittadini e Imprese), realizzazione di una smart community e promozione del digitale come motore per l'economia biellese.